# 孙子秀墓
29°54′29″N 121°02′16″E / 29.907951°N 121.037893°E
孙子秀墓是中国浙江省余姚市一处南宋墓葬，位于梁弄镇建隆村后象鼻山腰，为南宋太常少卿、光禄大夫孙子秀与其父朝散大夫孙大年的合葬墓，也是余姚已发现规模最大的古墓葬。墓葬依山而建，封土高30米，现存文武石翁仲各两个，石羊石马两个，出土孙子秀、孙大年墓志铭。
2017年，孙子秀墓成为浙江省文物保护单位。